# Tadeusz Fopp
Tadeusz Maria Bronisław Fopp (ur. 6 marca 1923 we Włocławku, zm. 2 czerwca 1982 w Warszawie) – pułkownik Ludowego Wojska Polskiego, żołnierz Narodowej Organizacji Wojskowej i Armii Krajowej, uczestnik powstania warszawskiego, publicysta i pamiętnikarz.

## Życiorys

### Wczesne lata
Był synem nauczyciela Tadeusza Cypriana Foppa (1882–1954) i jego drugiej żony, Bronisławy z Wanierowskich (1902–1932). Jego brat Andrzej i siostra Barbara wspominały, że ojciec wychowywał ich w duchu patriotyzmu i optymizmu życiowego. Wartości te wywarły duży wpływ na ukształtowanie się osobowości Tadeusza. Mimo że rodzina była wychowana w głębokiej wierze katolickiej, to w dorosłym życiu Tadeusz pozostanie religijne obojętny. Po śmierci jego matki, rodzina zabrała część dzieci na wychowanie, chcąc odciążyć jego ojca. Jednym z tych dzieci był Tadeusz.
W 1934 roku rozpoczął naukę w Gimnazjum im. ks. Jana Długosza we Włocławku. W czasie nauki uczęszczał do Sodalicji Mariańskiej, był też członkiem Związku Harcerstwa Polskiego – harcerzem w 2. Włocławskiej Drużynie Harcerskiej im. Jana III Sobieskiego. 27 sierpnia 1939 roku został członkiem Harcerskiego Pogotowia Wojennego.

### Początek okupacji, służba w NOW
Jego naukę w Szkole im. ks. Jana Długosza przerwał wybuch II wojny światowej. Jako członek Harcerskiego Pogotowia Wojennego, 1 września 1939 roku został powołany na stanowisko obserwacji obrony powietrznej na wzgórzu szpetalskim. Pełnił tę służbę do 6 września. Wtedy to opiekun 2. WDH im. Jana III Sobieskiego, ks. Piotr Franciszek Tomaszewski sformował oddział starszych harcerzy, którzy wyruszyli do Warszawy w celu pomocy tamtejszej obronie. Celem ostatecznym grupy miał być Lublin, gdzie harcerze mieli stworzyć zapasową armię ofensywną. W tej grupie znalazł się Tadeusz oraz jego starszy brat, Andrzej Maria (1914–1997). Między 15 a 16 września oddział Tomaszewskiego dotarł do Warszawy. Tu bracia Fopp wstąpili do patrolu piechoty w ochotniczym batalionie Obrony Warszawy im. Stefana Starzyńskiego. Walczyli w obronie stolicy do dnia jej kapitulacji w dn. 28 września 1939 roku.
Już po kapitulacji Warszawy bracia Fopp zaangażowali się w pomoc rannym obrońcom stolicy. Do Włocławka powrócili dopiero w listopadzie. Wycieńczeni bracia zostali natychmiast aresztowani.
W lutym 1940 roku rodzina Fopp miała zostać wysiedlona z Włocławka, przed czym uchroniło ich szwajcarskie obywatelstwo ich ojca. Musieli jednak zmienić miejsce zamieszkania z ul. Starodębskiej 10 na ul. Zduńską 4/8. Tadeusz Maria Fopp musiał podjąć pracę w fabryce torebek papierowych Dettego przy ul. Starodębskiej, z obawy przed wysiedleniem na roboty przymusowe do III Rzeszy Niemieckiej. Później pracował w biurze kreślarskim.
Już w 1940 roku Tadeusz Fopp zaangażował się w działalność konspiracyjną. W drugiej połowie roku Roman Umiński zaprzysiągł go na żołnierza Narodowej Organizacji Wojskowej. Z NOW współpracował też jego ojciec oraz bracia Andrzej i Antoni (1926–1999). Dowódcą Tadeusza Foppa był Janusz Górski. Pod jego kierownictwem przeszedł szkolenie wojskowe. Od 1941 roku był członkiem grupy kolporterów prasy podziemnej prowadzonej przez Eugeniusza Krzemińskiego. Był uczestnikiem tajnych kompletów, prowadzonych m.in. przez jego ojca.
Na początku sierpnia 1942 roku oddział NOW, w którym służyli Foppowie został rozbity przez Gestapo. Podczas aresztowania w nocy z 2 na 3 sierpnia, Janusz Górski ostrzegł na migi Tadeusza Foppa, że jest torturowany i radzi uciekać pozostałym na wolności żołnierzom oddziału. 8 sierpnia Fopp wraz z grupą konspiratorów uciekł do Warszawy.

### Służba w Armii Krajowej, powstanie warszawskie
W Warszawie Fopp podjął się pracy jako kierowca w sklepie Braci Pakulskich. Jednocześnie powrócił do nauki w ramach tajnych kompletów. W 1944 roku uzyskał świadectwo dojrzałości.
Poprzez osoby znane mu z Włocławka, nawiązał kontakt ze środowiskiem Armii Krajowej. Miejscem, gdzie spotykali się konspiratorzy było mieszkanie Włodzimierza Sirocińskiego przy ul. Nowogrodzkiej 27. Sirociński był wujem żołnierza AK i byłego kolegi Foppa ze Szkoły im. Długosza, Konrada Kierkowskiego. Mieszkały tam też jego matka Helena i siostra Alina, również zaangażowane w ruch konspiracyjny. Sam Sirociński także pochodził z Włocławka.
W drugiej połowie 1943 roku Zbigniew Rawin-Roessler wprowadził Tadeusza Foppa do oddziału do zadań specjalnych AK o nazwie „Agat”. Oddział zmienił później nazwę na „Pegaz”, a później – „Parasol”. Był starszym strzelcem 1. plutonu 1. kompanii. Początkowo Fopp służył w zespole Moto, zajmującym się przede wszystkim zdobywaniem niemieckich samochodów. Brał też udział w wykonywaniu wyroków śmierci, w tym w słynnej, choć nieudanej Akcji „Koppe”, odbytej w Krakowie – był zapasowym kierowcą tej akcji. W drodze powrotnej wziął udział w potyczce pod wsią Udórz.
Tadeusz Fopp brał udział w powstaniu warszawskim. 1 sierpnia 1944 roku służył jako zastępca dowódcy drużyny w plutonie szturmowym 1. kompanii batalionu „Parasol” Zgrupowania „Radosław”. Służył w stopniu starszego strzelca podchorążego. Jego szlak bojowy rozpoczął się na Woli i prowadził przez Stare Miasto. Kanałami przedostał się na Śródmieście, a następnie Górny Czerniaków i Mokotów. Brał udział m.in. w walkach o cmentarz kalwiński i ewangelicki, pałac Krasińskich (sierpień) i utrzymanie pozycji na ul. Ludnej (wrzesień). 1 września przeżył zawalenie się Pałacu Krasińskich. Jego oddział przemieszczał się m.in. kanałami. Jako powstaniec zasłynął jako żołnierz, który jako ostatni wycofywał się z pola walki i pomagał rannym towarzyszom.

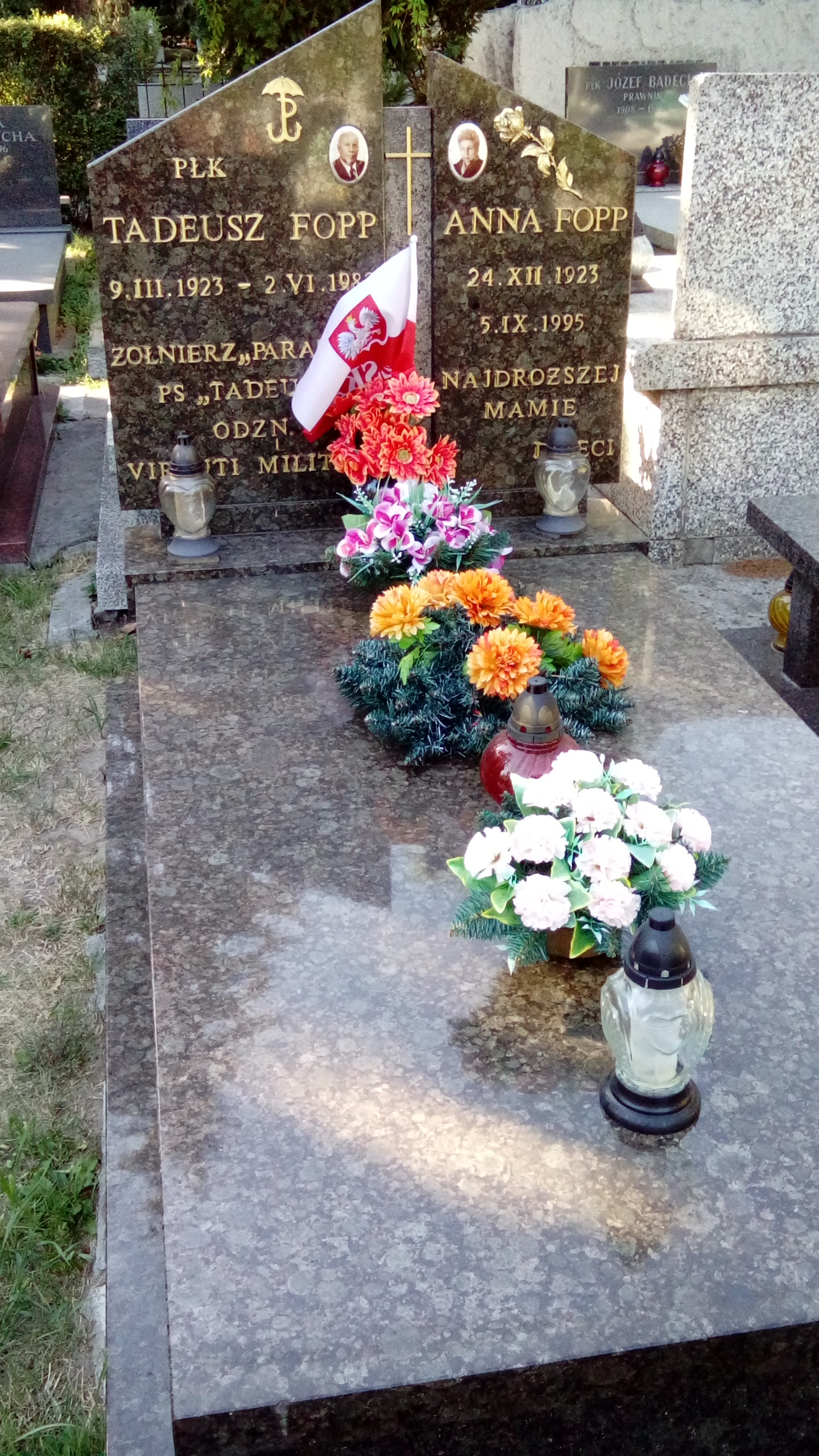
Grób Tadeusza i Anny Fopp na Powązkach Wojskowych

20 września Fopp przepłynął wpław Wisłę, docierając w ten sposób do żołnierzy Ludowego Wojska Polskiego. W październiku wstąpił do LWP, jednak pierwsze miesiące służby, a ostatnie miesiące wojny spędził na rekonwalescencji w szpitalu 1 Armii Wojska Polskiego.

### W czasach PRL-u
Po zakończeniu II wojny światowej Fopp pozostał w LWP. Służył w oddziałach samochodowych w Łodzi, Bydgoszczy i w Warszawie. W 1950 roku ujawniono jego przeszłość w AK, przez co został przeniesiony do Gliwic. Wojewódzki Urząd Spraw Wewnętrznych w Katowicach prowadził sprawę operacyjną ws. przynależności Tadeusza Foppa do AK już od 1948 roku. Sprawa ta była prowadzona aż do 1981 roku. Od 1952 roku podjął się tam studiów na Wydziale Mechanicznym Politechniki Śląskiej, które ukończył w 1956 roku zdobywając tytuł inżyniera. Od 1957 roku pracował przy badaniu pojazdów kołowych w Instytucie Wojskowym w Sulejówku. W 1961 roku uzyskał tytuł magistra broniąc pracy na Wydziale Mechaniczno-Technologicznym Politechniki Warszawskiej.
W 1963 roku uzyskał awans na stopień pułkownika. Jako pułkownik objął szereg funkcji w Szefostwie Służby Samochodowej. W 1977 roku odszedł na emeryturę. Podjął się wtedy pracy w lotnictwie cywilnym, którą kontynuował do swojej śmierci.
Zmarł w Warszawie na atak serca. Pochowano go na Cmentarzu Wojskowym na Powązkach, w kw. F/11/13. Mimo że był ateistą, do jego munduru włożono obrazek Matki Boskiej Częstochowskiej.

## Działalność publicystyczna
Podczas powstania warszawskiego pisał dziennik, poprowadzony do 22 września. Został on odnaleziony niedługo po jego śmierci. Dziennik ten przechowuje syn Tadeusza, Jacek.
W 1953 roku wydał pracę pt. Samochód w służbie wojska.

## Odznaczenia
Za swoją walkę w czasie wojny, Tadeusz Fopp został wyróżniony m.in. Krzyżem Walecznych (1944), Krzyżem Orderu Virtuti Militari V Klasy (1966), Krzyżem Kawalerskim Orderu Odrodzenia Polski (1970), Warszawskim Krzyżem Powstańczym (1981).

## Życie prywatne
W czasie okupacji Tadeusz Fopp zaręczył się z Anną Krakus (1923–1995) z Włocławka. Była ona uczestniczką tajnych kompletów, a po wojnie ukończyła Liceum im. Marii Konopnickiej. Następnie przez wiele lat pracowała w dziale filatelistyki Centrali Handlu Zagranicznego Ars Polonia. W 1945 roku, kiedy Tadeusz Fopp na krótko powrócił do Włocławka, wziął z nią ślub w miejscowym Kościele. Para doczekała się trójki dzieci: Jacka Wiesława (ur. 1946); Ewy Ireny, zamężnej Bonze-Nowik (ur. 1948) i Macieja (ur. 1957).
Jego syn Jacek Wiesław poszedł w ślady ojca, także zostając pułkownikiem LWP.